# إيفان نوي
إيفان نوي (بالفرنسية: Yvan Noé)‏ هو كاتب مسرحي فرنسي، ولد في 18 مايو 1895 في نانسي في فرنسا، وتوفي في 7 يوليو 1963 في نيس في فرنسا.

## وصلات خارجية
- إيفان نوي على موقع IMDb (الإنجليزية)
- إيفان نوي على موقع قاعدة بيانات برودواي على الإنترنت (الإنجليزية)
- إيفان نوي على موقع قاعدة بيانات الفيلم (الإنجليزية)